# Octavian-Liviu Bumbu
Octavian-Liviu Bumbu este un politician român, senator în Parlamentul României în mandatul 2012-2016 din partea USL Neamț.